# 1131
Évszázadok: 11. század – 12. század – 13. század
Évtizedek: 1080-as évek – 1090-es évek – 1100-as évek – 1110-es évek – 1120-as évek – 1130-as évek – 1140-es évek – 1150-es évek – 1160-as évek – 1170-es évek – 1180-as évek
Évek: 1126 – 1127 – 1128 – 1129 –  1130 – 1131 – 1132 – 1133 – 1134 – 1135 – 1136

## Események
- március 1. – II. István király halála, II. Béla más néven Vak Béla, Álmos herceg 1115-ben megvakított fia követi a trónon. A Kálmán-párti főurak ekkor Boriszt, Könyves Kálmán elűzött második feleségének fiát léptetik fel ellene. Borisz hívei ellen Béla főleg cseh és osztrák szövetségeseire támaszkodik.
- április 28. – Megkoronázzák II. Bélát.[1]
- Az aradi országgyűlésen Béla hívei legyilkolják a Kálmán-párti főurak nagy részét.[2]
- szeptember 14. – Megkoronázzák Fulkó jeruzsálemi királyt és Melisenda királynét.[3]
- IV. Rajmund Berengár lesz Barcelona grófja.
- II. Roger szicíliai király, miután megmenekült egy tengeri viharból, hálából székesegyházat emel a Szűzanyának Cefalù városában.

## Születések
- I. Valdemár dán király († 1182)

## Halálozások
- március 1. – II. István magyar király[1] (* 1100)
- augusztus 21. – II. Balduin jeruzsálemi király[4]
- szeptember – I. Joscelin edesszai gróf[3]
- III. Rajmund Berengár barcelonai gróf